# Fährverbindung Kungshamn–Smögen

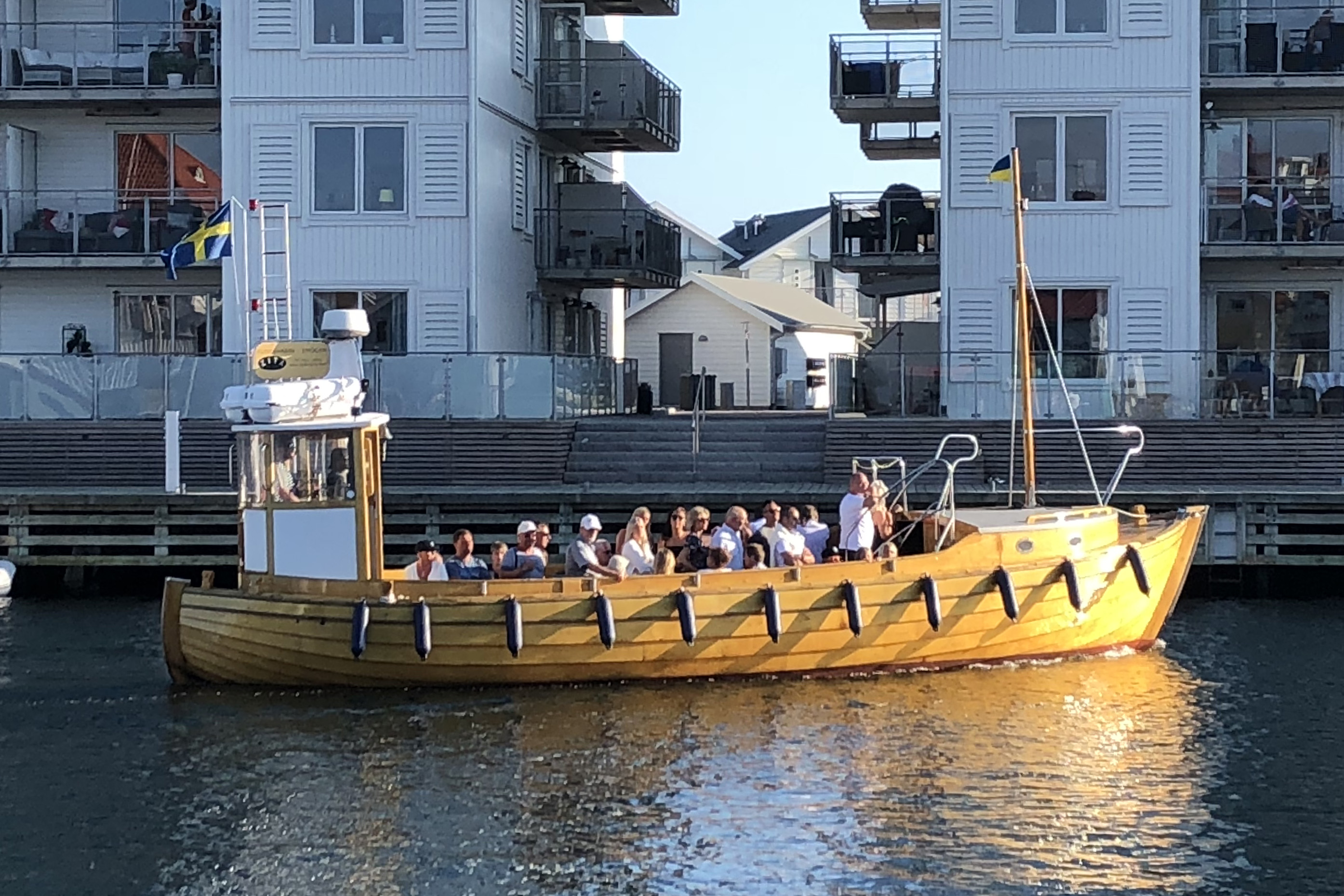
Personenfähre von Zitabåtarna

Die Fährverbindung Kungshamn–Smögen führt vom Tätort Kungshamn, dem Verwaltungszentrum der Gemeinde Sotenäs, nach Smögen auf der gleichnamigen Insel in der schwedischen Provinz Västra Götalands län und der historischen Provinz Bohuslän.

## Geschichte
Die Insel Smögen liegt im Skagerrak. Seit 1970 ist sie über die 400 Meter lange Betonbrücke Smögenbron mit Kungshamn verbunden.
Nach 1880 wurde Smögen regelmäßig von Dampfschiffen angelaufen, die Insel bekam 1885 eine Poststation. Eine Ruderbootfähre war lange Zeit das einzige öffentliche Verkehrsmittel zwischen Smögen und dem Festland. Die erste offizielle Petition bezüglich einer Festlandsverbindung datiert nach langjährigen Diskussionen vom 24. September 1918.
Die Idee, eine motorbetriebene Fährverbindung einzurichten, wurde 1922 erneut vorgebracht, als eine Buslinie zwischen Dingle und Grafvarne, dem westlichen Ortsteil von Kungshamn, eingerichtet werden sollte. In den 1930er Jahren gab es weit fortgeschrittene Pläne für eine Fährverbindung, die jedoch vom Bauausschuss in Gravfarne abgelehnt wurden, der gegen den Bau des Fähranlegers in ihrem Hafen war.
Verhandlungen verschiedener Parteien fanden in der Mitte des 20. Jahrhunderts statt. Vorschläge wurden diskutiert, geprüft und verworfen. Dabei kam die Idee von einer Brücke nach Smögen auf.

## Smögens Bilfärja
Um die Jahreswende 1955/56 entstand die Genossenschaft Smögens Bilfärja, die eine Fährverbindung errichten und betreiben sollte, jedoch nicht als Dauereinrichtung, sondern nur bis zum Bau einer Brücke. Die Gemeinde Smögen stand dem Projekt sehr positiv gegenüber und zeichnete Aktien für 25.000 Kronen. Insgesamt wurden Aktien im Wert von etwa 90.000 Kronen gezeichnet, wobei der Fischerverein mit 10.000 Kronen und Smögengården mit 5000 Kronen zu den größeren Anteilseignern gehörten. Smögens Bleck- och Plåtslageri wurde beauftragt, die Fähre Färja 62/232 des Kungliga Väg- och Vattenbyggnadsstyrelsen zu bauen.
Dadurch nahm der Tourismus zu, die Inselbewohner kauften Autos und für die Aktien wurde eine jährliche Rendite von 10 % ausbezahlt.
Nachdem Smögen eine feste Fährverbindung mit dem Festland bekommen hatte, wurden auf der Insel umfangreiche Arbeiten mit Straßenverbreiterung und Asphaltierung sowie der Umbau von Holzbrücken zu Betonkais begonnen.
Am 5. November 1968 wurde die Ausschreibung an AB Samuelsson & Bonnier über 4.730.000 SEK für den Bau einer Brücke mit einer Länge von 400 Metern vergeben. Etwas mehr als zwei Jahre später, am 25. Dezember 1970, konnte die Brücke eingeweiht werden. Nach der Eröffnung der Brücke wurde die Autofährlinie eingestellt.

## Zitabåtarna
Von Anfang April (Ostern) bis zum Oktober verkehrt eine Personenfähre zwischen Kungshamn und Smögen. Die Linie wird von der Reederei Zitabåtarna bedient, einem 1927 gegründeten Familienunternehmen. Das Unternehmen besitzt mit der Zita af Kungshamn, Zita III und Zita V drei aus Eichenholz gebaute Schiffe mit einer Kapazität von insgesamt 100 Fahrgästen. Fahrräder werden bei der Überfahrt kostenlos mitgenommen. Die Abfahrten in Kungshamn erfolgen um 10 Uhr, in Smögen um 10:30 Uhr. Die Fahrten finden bis in die Abendstunden alle 30 Minuten statt.